# تازی
تازی، تازیک یا تاژیک، نامی است که ایرانیان به عرب‌ها دادند. تازی شیوهٔ تلفظ ایرانیان از نام قبیله طایی است که در زبان پارسی میانه و زبان پارتی به کار می‌رفت و هم‌اکنون بنی لام عبدالخان از دودمان این تیره در خوزستان سکونت دارند. گفته می‌شود که قبیله طایی نخستین عرب‌هایی بودند که ایرانیان در دوران پیش از اسلام با ایشان مواجهه داشتند و بعدها این واژه را برای همه عرب‌ها به صورت عمومی بکار بردند. در دوران پس از اسلام و ورود اعراب مسلمان به ماوراءالنهر این لغت تغییر معنا داد و در مقابل قبایل ترک ساکن در ترکستان غربی، به همه مسلمانان آن نواحی فارغ از قومیتشان تازیک یا تاژیک گفتند.
شکل سغدی واژه تازی همان واژه تاجیک است که هنوز امروزه برای فارسی زبانان ماوراءالنهر و بخش شرقی فلات ایران استفاده می‌شود. دلیل خطاب کردن مسلمانان با این واژه این است که اکثر «اعرابی» که با این عنوان خطاب می‌شدند، در واقع ایرانیانی بودند که به اسلام گرویده بودند.
نام تازی ظاهراً تغییریافتهٔ واژه طی‌زی است به معنای کسی که در قبیله طی زندگی می‌کند.بعدها ایرانیان این نام را بر روی کل اعراب گذاشتند. در پارسی میانه تازی را تازیک می‌گفتند.
تفسیر دیگر این نام در کتاب بندهش زرتشتی است که در زمان ساسانیان نگارش شده است. بر پایه آن، تاز کسی از نوادگان سیامک که خود نوه کیومرث (نخستین آدم در دین زرتشتی) است که به همراه همسرش به دشتی در عربستان کنونی مهاجرت می‌کند و مردم آنجا از دودمان او هستند. در واقع تازی تنها یک معنی دارد و آن نواده تاز بودن است.

## وجه اشتقاق
توضیح سنتی این است که فرزانه بهرام بن فرزانه فرهاد تاز، نام یکی از پسران سیامک بوده و تازیان از نسل اویند و از بعضی تواریخ نیز چنین معلوم می‌شود که تاز پسرزادهٔ سیامک بن مشی بن کیومرث بوده و پدر جملهٔ عرب است و نسب تمام عرب به تاز می‌رسد.
در کتاب بندهش نسب تازیان را به سیامک نسبت می‌دهد و اینگونه بیان می‌کند «از آن شش گونه جفتی، مرد تاز و زن گوازک نام بودند. ایشان را نشستنگاه به دشت تازیان بود. دشت تازیان را نام از اوست و به سبب اوست که چنین خوانند»
چنان‌که نسب همه عجم به هوشنگ شاه می‌رسد. (آنندراج) (انجمن آرا)... و در سراج اللغات نوشته که تازی بمعنی عربی و این منسوب به تاز است چون لفظ تاز بمعنی تازنده نیز آمده و در اوائل اسلام عربان تاخت و تاراج بسیار در ایران کرده‌اند، بدین جهت نسبت به تاز کرده. (غیاث اللغات). بعضی حدس زده‌اند که تازی اصلاً بمعنی چادرنشین است، از کلمهٔ تاژ و تاز بمعنی چادر و خیمه و یاء نسبت، و همیشه آن را مقابل دهقان آرند. پس دهقان بمعنی روستانشین و تازی بمعنی چادرنشین است، طوائف چادرنشین که ییلاق و قشلاق کنند، مقابل دهقان که ساکن و تخته قاپو باشد. طبق این حدس کلمهٔ مورد بحث بار اول بمعنی مطلق چادرنشین بوده است و سپس بمعنی خاص تری فقط بر عرب گفته شده است. مردم چین عرب را تاش نامند و این تاش مأخوذ از کلمهٔ فارسی تاژی یا تازیست که بمعنی چادرنشین است و این نشان می‌دهد که مردم چین در اول عرب را بتوسط ایرانیان دریانورد و تجار برّی ایران شناخته‌اند.

## نمونه‌هایی در ادبیات فارسی
ز تازی و هندی و ایرانیان / ببستند پیشش کمر بر میان (فردوسی)
هرکس به عید خویش کند شادی / چه عبری و چه تازی و چه دهقان (فرخی یزدی)
سواران تازنده را نیک بنگر / درین پهن میدان ز تازی و دهقان (ناصر خسرو)
ای ز تیغ تو در سرفرازی / ملک ترک و ملت تازی (انوری)
دید مرا گرفته لب آتش فارسی ز تب / نطق من آب تازیان برده به نکته دری (خاقانی)
موی به مویت ز حبش تا طراز / تازی و ترک آمده در ترکتاز (نظامی)
که سعدی راه و رسم عشقبازی / چنان داند که در بغداد تازی (سعدی، گلستان سعدی)
«اما صحا» به تازی است و من همی / به پارسی کنم اما صحای او (منوچهری)
به سیم و به می‌کرد خواهم من امشب / بر آن ترک تازی زبان ترکتازی (سوزنی سمرقندی)
نماند خوف اگر گردی روانه / نخواهد اسب تازی تازیانه (شبستری)